# Alcipe del Nepal
L'alcipe del Nepal (Alcippe nipalensis) és un ocell de la família dels alcipeids (Alcippeidae).

## Hàbitat i distribució
Habita boscos humits i de estatge montà a la llarga dels Himàlaies centrals i orientals fins Myanmar i est de Bangladesh.